# 馬文革
馬 文革（マ ウェンゲ　Ma Wenge、1968年3月27日 - ）は中国の天津出身の卓球選手。1989年から1990年代初めにかけて世界最高の選手の1人であった。
文化大革命から名づけられた。1992年のバルセロナオリンピックでは準決勝でジャン＝フィリップ・ガシアンに敗れて銅メダルを獲得した。
1995年の第42回世界卓球選手権天津大会では、王涛、王浩とホテルで麻雀をしており、5万元の罰金を取られた。
中国国内チャンピオンに8度なっている。
1993年にドイツ・ブンデスリーガのユーリッヒにあるクラブチームに移籍した。その後ベルギーのシャルルロワにあるクラブチームやドイツのオクセンハウゼン、ヘール＝グレンツハウゼン、フリッケンハウゼンのクラブチームを経て2008年にはイタリアのミラノにあるクラブチーム、2009年にはドイツのフルダのクラブチームでプレーした。

## 主な成績
- 世界卓球選手権 シングルスベスト4（1991年）、団体優勝2回（1995年、1997年）、団体準優勝2回（1989年、1993年）
- オリンピック 銅メダル（1992年、バルセロナオリンピック）
- アジア競技大会 シングルス優勝1回（1990年）、ダブルス優勝1回（1990年）、団体優勝（1994年）
- ワールドカップ シングルス優勝2回（1989年、1992年）